# Armando Moctezuma
Armando Moctezuma Ávalos (* 10. Oktober 1980 in Ciudad Mante, Tamaulipas), auch bekannt unter dem Spitznamen „El Toco“, ist ein ehemaliger mexikanischer Fußballspieler, der vorwiegend im Mittelfeld eingesetzt wurde.

## Laufbahn
Moctezuma erhielt seinen ersten Profivertrag beim Club Deportivo Guadalajara, für den er während seiner dreijährigen Vereinszugehörigkeit zu acht Einsätzen in der höchsten mexikanischen Spielklasse kam. Im Juli 2003 wechselte er zum CD Veracruz, für den er in der Apertura 2003 zu weiteren zwei Einsätzen in der Primera División kam.